# Le Châtiment (film, 1975)
Pour les articles homonymes, voir Le Châtiment.
Pour plus de détails, voir Fiche technique et Distribution.
Le Châtiment (Lo sgarbo) est un film de mafieux franco-italien réalisé par Marino Girolami et sorti en 1975.

## Synopsis
Le jeune mafioso Salvatore est renvoyé en Sicile, après avoir vécu longtemps en Amérique, justement à cause de problèmes survenus dans ses relations avec « Cosa nostra ». Il est confié à Don Mimì, le chef de la mafia à Palerme, qui est contraint de vivre sur une chaise roulante et vit avec sa jeune et belle maîtresse, Marina, une orpheline que le chef a d'abord accueillie comme une fille. Mais Salvatore subit l'indignité de jeter son dévolu sur Marina, d'en tomber éperdument amoureux et d'être réciproque. Cela ne peut qu'attiser la colère de Don Mimì, qui lance ses hommes sur les traces du rusé Salvatore, qui parvient à se réfugier à Londres, où il s'arroge le monopole de la prostitution, orchestrant quelques scandales lucratifs au détriment d'éminentes personnalités, qu'il fait chanter. Mais la vengeance impitoyable, contre lui et Marina qui l'a rejoint à Londres, ne se fait pas attendre.

## Fiche technique
- Titre français : Le Châtiment[1]
- Titre original : Lo sgarbo[2],[3],[4],[5]
- Réalisation : Marino Girolami
- Scénario : Antonio Margheriti, Luigi Russo
- Photographie : Franco Villa (it)
- Montage : Otello Colangeli
- Musique : Vasili Kojucharov (it)
- Production : Luigi Nannerini, Gabriele Crisanti
- Société de production : Les Films Océanic, Starkiss Cinematografica
- Pays de production :  Italie -  France
- Langues originales : italien
- Format : couleurs
- Genre : film de mafieux
- Durée : 100 minutes
- Dates de sortie :
  - Italie : juin 1975
  - France : 18 mai 1977

## Distribution
- Leonard Mann : Vito
- Hélène Chanel : Lady White
- Guido Celano : Don Mimì, le parrain
- Karin Schubert : Marisa, l'amante de Don Mimì
- Luis Vito Russo : Salvatore Mannino
- Arturo Dominici : Don Lipari
- Samantha Elgard : Rosalia
- Tom Felleghy : M. Greenberg
- Renzo Marignano : Lord Walley
- Attilio Dottesio : homme tué dans le magasin de paris
- Nello Pazzafini : videur
- Pasquale Murolo :
- Luciano Crovato :
- Romano Puppo :
- Edmondo Tieghi :
- Vanessa Vitale :

## Production
Après la sortie du Parrain (1er au box-office Italie 1972-1973 avec 21,8 millions de spectateurs pour 10 milliards de lires de recettes,), les films sur la mafia en Italie ont connu des difficultés, leur attrait commercial ayant pratiquement disparu, ce qui a conduit à ce que les films ultérieurs, tels que Le Châtiment, soient ouvertement axés sur l'érotisme.
Le Châtiment a été tourné aux studios Incir De Paolis à Rome et en extérieur à Palerme et à Paris. La plus grande partie du film a été tournée en studio et comprenait de nombreuses images d'archives de rues et d'aéroports.